# Jovan Đokić
Jovan Đokić (Kirin Serbia: Јован Ђокић; sinh ngày 13 tháng 8 năm 1992) là một tiền vệ bóng đá người Serbia thi đấu cho FC AGMK.

## Sự nghiệp
Ngày 21 tháng 1 năm 2017, Đokić ký hợp đồng với đội bóng tại Giải bóng đá ngoại hạng Kazakhstan FC Atyrau.

## Sự nghiệp quốc tế
Đokić được triệu tập bởi huấn luyện viên Slavoljub Muslin ở Đội tuyển bóng đá quốc gia Serbia vào tháng 1 năm 2017. Ngày 29 tháng 1 năm 2017, Đokić ra mắt quốc tế cho Đội tuyển bóng đá quốc gia Serbia trong trận giao hữu trước Hoa Kỳ trong trận hòa 0–0 trên sân khách ở San Diego.